# کازوشیگه کیریهاتا
کازوشیگه کیریهاتا (انگلیسی: Kazushige Kirihata؛ زادهٔ ۳۰ ژوئن ۱۹۸۷) بازیکن فوتبال اهل ژاپن است.
از باشگاه‌هایی که در آن بازی کرده‌است می‌توان به باشگاه فوتبال کاشیوا ریسول اشاره کرد.